# Sons of the Desert
Sons of the Desert (dansk: Ørkenens sønner) er en amerikansk film fra 1933 med Stan Laurel og Oliver Hardy i hovedrollerne. Filmen havde premiere i hjemlandet USA den 29. december 1933. Filmen blev i 2012 anset for "kulturelt, historisk eller æstetisk betydelig" af USA Library of Congress og udvalgt til bevarelse i National Film Registry.
Filmen har inspireret til navnene på den danske komikergruppe Ørkenens Sønner og det internationale broderskab af samme navn.

## Medvirkene
- Stan Laurel som Stan
- Oliver Hardy som Oliver
- Mae Busch som Fru Hardy
- Dorothy Christy som Betty Laurel
- Lucien Littlefield som Dyrlæge
- Charley Chase som Charley
- Ty Parvis som Sømand i Honolulu Baby sang og dans [1]
- Charita som Lederen af de Hawaiianske hula danser (Charita Alden)[2]

## Musiknumre
- "Honolulu Baby" skrevet af Marvin Hatley[3]

- "Auld Lang Syne" skrevet af Robert Burns

- "We Are the Sons of the Desert" skrevet af Marvin Hatley[4]

- "Tramp! Tramp! Tramp!" skrevet George Frederick Root (musik og lyrik)

## Eksterne Henvisninger
- Sons of the Desert på Internet Movie Database (engelsk)
- Sons of the Desert på Filmdatabasen
- Sons of the Desert på Scope
- Sons of the Desert i Svensk Filmdatabas (svensk)
- Sons of the Desert på AlloCiné (fransk)
- Sons of the Desert på MovieMeter (nederlandsk)
- Sons of the Desert på AllMovie (engelsk)
- Sons of the Desert hos American Film Institute (engelsk)
- Sons of the Deserts profil hos Encyclopædia Britannica Online (engelsk)
- Sons of the Desert på Turner Classic Movies (engelsk)